# Jan Rylke
Jan Maria Rylke (ur. 28 lipca 1944) – polski artysta malarz, performer, profesor nauk rolniczych, specjalista w dziedzinie sztuki ogrodowej, wykładowca Szkoły Głównej Gospodarstwa Wiejskiego. 
W 1962 roku zdał maturę w Państwowym Liceum Sztuk Plastycznych w Warszawie, w 1968 roku ukończył studia na Wydziale Malarstwa Akademii Sztuk Pięknych w Warszawie, rozprawę doktorską obronił w 1976 roku, a w 1988 uzyskał habilitację. Tytuł profesora został mu nadany w 2002 roku. Od 2007 roku pracował na stanowisku profesora zwyczajnego.
Był kierownikiem Katedry Sztuki Krajobrazu na Wydziale Ogrodnictwa i Architektury Krajobrazu SGGW.

## Odznaczenia
W 2022 został odznaczony Krzyżem Oficerskim Orderu Odrodzenia Polski.